# كنباث أفرع
كنباث أفرع (الاسم العلمي:Equisetum ramosissimum) هو نوع من النباتات يتبع جنس الكنباث من الفصيلة الكنباثية.